# Delyan Point
Der Delyan Point (englisch; bulgarisch нос Делян nos Deljan) ist eine Landspitze an der Nordwestküste von Smith Island im Archipel der Südlichen Shetlandinseln. Sie liegt 4 km westsüdwestlich des Kap Smith, 10,66 km nordöstlich des Markeli Point, 1,4 km nordwestlich des Matochina Peak und bildet die Nordostseite der Einfahrt zur Vedena Cove.
Bulgarische Wissenschaftler kartierten sie 2009. Die bulgarische Kommission für Antarktische Geographische Namen benannte sie bereits 2006 nach Peter II. (bürgerlich Peter Deljan, † 1041), selbsternannter bulgarischer Zar von 1040 bis 1041.